# Frank Hanly
James Franklin "Frank" Hanly, född 4 april 1863 i Champaign County i Illinois, död 1 augusti 1920 i Tuscarawas County i Ohio, var en amerikansk republikansk politiker. Han var ledamot av USA:s representanthus 1895–1897 och Indianas guvernör 1905–1909.
Hanly studerade juridik och inledde 1889 sin karriär som advokat i Indiana. Han blev invald i representanthuset i kongressvalet 1894. Två år senare kandiderade han utan framgång för omval.
Hanly efterträdde 1905 Winfield T. Durbin som Indianas guvernör och efterträddes 1909 av Thomas R. Marshall.
Hanly omkom 1920 i en kollision mellan ett tåg och en bil i Ohio och gravsattes på Hillside Cemetery i Williamsport i Indiana.